# Proces Einsatzgruppen
Proces Einsatzgruppen (oficj. The United States of America against Otto Ohlendorf, et al., z ang. „Stany Zjednoczone vs. Otto Ohlendorf i inni”) – dziewiąty z 12 procesów norymberskich, które toczyły się przed amerykańskimi trybunałami wojskowymi (Nuremberg Military Tribunal) po zakończeniu głównego procesu hitlerowskich zbrodniarzy wojennych przed Międzynarodowym Trybunałem Wojskowym w Norymberdze. Proces odbył się w dniach 29 września 1947 – 10 kwietnia 1948.

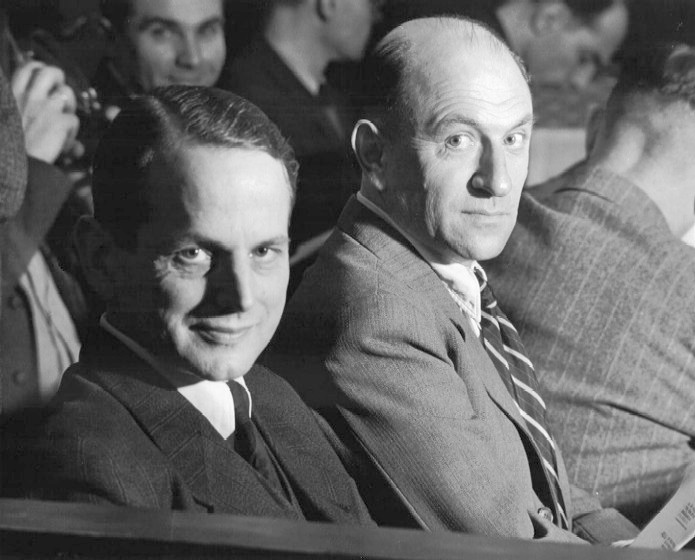
Otto Ohlendorf i Heinz Jost podczas procesu

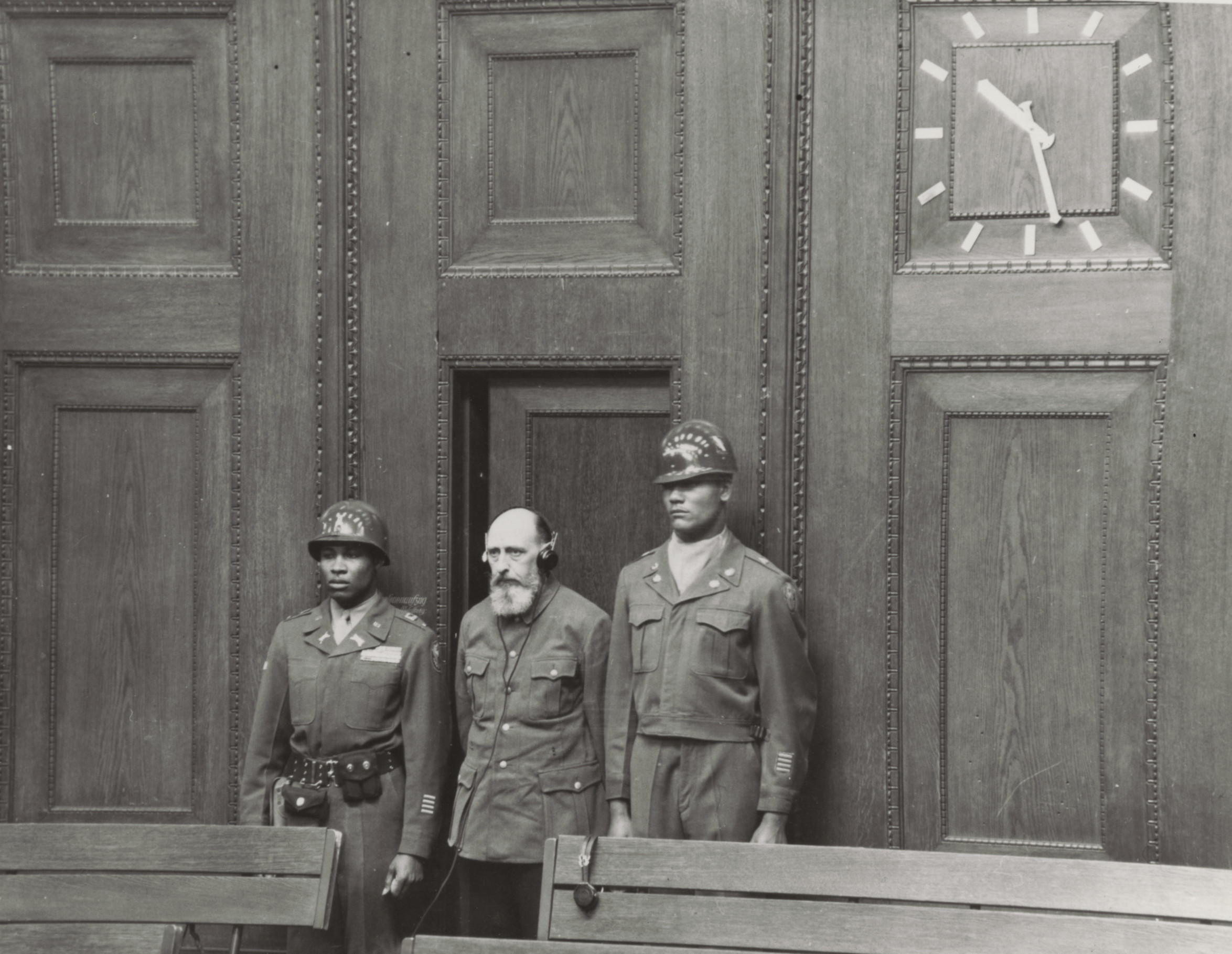
Paul Blobel podczas ogłoszenia wyroku skazującego na śmierć

## Przedmiot procesu
W procesie tym oskarżeni zostali dowódcy i inni wysokiej rangi oficerowie tzw. Einsatzgruppen. Były to specjalne oddziały egzekucyjne utworzone przez SD, w celu eksterminacji Żydów, Cyganów i komisarzy ludowych na terenie ZSRR. Rozpoczęły swoją działalność po napaści III Rzeszy na Związek Radziecki i działały do 1944. Oblicza się, że wymordowały ok. 1 milion 250 tysięcy mężczyzn, kobiet i dzieci. Ogromna większość ofiar zginęła w wyniku masowych rozstrzeliwań, choć hitlerowcy używali także specjalnych samochodów-komór gazowych (by, jak to stwierdził oskarżony Otto Ohlendorf, zabijanie było bardziej „humanitarne” nie dla ofiar, lecz dla członków Einsatzgruppen).
W procesie tym nie zostały w ogóle osądzone zbrodnie dokonane przez Einsatzgruppen w czasie kampanii wrześniowej w Polsce. W 1939 roku na terenie okupowanej II RP działało w sumie osiem Grup Operacyjnych Policji Bezpieczeństwa, które dokonały szeregu masowych aresztowań Polaków na podstawie list proskrypcyjnych, tzw. Sonderfahndungsbuch Polen oraz przeprowadzały czystki etniczne w ramach akcji Intelligenzaktion. Zbrodnie te nie zostały uwzględnione w aktach procesowych.

## Oskarżeni
Ława oskarżonych miała liczyć 24 osoby, lecz jeden z oskarżonych, Otto Rasch, został wycofany z procesu z powodów zdrowotnych (miało to miejsce 5 lutego 1948, Rasch zmarł 1 listopada 1948), a kolejny, Emil Haussmann, popełnił samobójstwo w areszcie 31 lipca 1947, jeszcze przed rozpoczęciem procesu. Oskarżono więc ostatecznie 22 zbrodniarzy. SS-Gruppenführer Otto Ohlendorf (najwyższy rangą spośród oskarżonych), Heinz Jost, Erich Naumann i Rasch byli dowódcami poszczególnych Einsatzgruppen. Oprócz nich na ławie oskarżonych zasiedli adiutanci i dowódcy poszczególnych oddziałów (Einsatzgruppen dzieliły się na tzw. sonderkommanda i einsatzkommanda, utworzono też specjalne Vorkommando Moskau na czele z oskarżonym Franzem Sixem), pośród nich Paul Blobel (odpowiedzialny za masakrę kijowskich Żydów w Babim Jarze). Zarzuty aktu oskarżenia objęły: dokonanie zbrodni wojennych i przeciw ludzkości oraz przynależność do organizacji przestępczych SS, SD i gestapo. Głównymi dowodami były oryginalne raporty oficerów Einsatzgruppen (sporządzane dla przełożonych), określające liczbę ofiar, czas i miejsce dokonania mordu. Wśród oskarżonych najliczniej reprezentowani byli prawnicy, ale wśród nich znaleźli się także: śpiewak operowy, pastor, oraz krewny słynnego kompozytora (Heinz Schubert).
| Imię i nazwisko       | Zdjęcie | Funkcja | Wyrok | Wykonanie, Amnestia w roku 1951                                                      |
| --------------------- | ------- | --- | --- | ------------------------------------------------------------------------------------ |
| Otto Ohlendorf        |         | SS-Gruppenführer; członek SD; dowódca Einsatzgruppe D                                                              | Skazany na śmierć przez powieszenie                                                                         | wyrok wykonano 7 czerwca 1951                                                        |
| Heinz Jost            |         | SS-Brigadeführer; członek SD; dowódca Einsatzgruppe A                                                              | Skazany na dożywocie                                                                                        | Wyrok złagodzono do 10 lat więzienia; zmarł w roku 1964                              |
| Erich Naumann         |         | SS-Brigadeführer; członek SD; dowódca Einsatzgruppe B                                                              | Skazany na śmierć przez powieszenie                                                                         | Wyrok wykonano 7 czerwca 1951                                                        |
| Otto Rasch            |         | SS-Brigadeführer; członek SD i Gestapo; dowódca Einsatzgruppe C                                                    | Wycofany z procesu 5 lutego 1948 z przyczyn medycznych                                                      | Zmarł 1 listopada 1948                                                               |
| Erwin Schulz          |         | SS-Brigadeführer; członek Gestapo; dowódca Einsatzkommando 5 w Einsatzgruppe C                                     | Skazany na 20 lat więzienia                                                                                 | Wyrok złagodzono do 15 lat; zwolniony 9 stycznia 1954, zmarł w roku 1981             |
| Franz Six             |         | SS-Brigadeführer; członek SD; dowódca Vorkommando Moskau w Einsatzgruppe B                                         | Skazany na 20 lat więzienia                                                                                 | Wyrok złagodzono do 15 lat; zwolniony 30 września 1952, zmarł w roku 1975            |
| Paul Blobel           |         | SS-Standartenführer; członek SD; dowódca Sonderkommando 4a w Einsatzgruppe C                                       | Skazany na śmierć przez powieszenie                                                                         | Wyrok wykonano 7 czerwca 1951                                                        |
| Walter Blume          |         | SS-Standartenführer; członek SD i Gestapo; dowódca Sonderkommando 7a w Einsatzgruppe B                             | Skazany na śmierć przez powieszenie                                                                         | Wyrok złagodzono do 25 lat więzienia; zwolniony w roku 1955, zmarł w roku 1974       |
| Martin Sandberger     |         | SS-Standartenführer; członek SD; dowódca Sonderkommando 1a w Einsatzgruppe A                                       | Skazany na śmierć przez powieszenie                                                                         | Wyrok złagodzono na dożywocie, zwolniony w roku 1958, zmarł w roku 2010              |
| Willi Seibert         |         | SS-Standartenführer; członek SD; zastępca dowódcy Einsatzgruppe D                                                  | Skazany na śmierć przez powieszenie                                                                         | Wyrok złagodzono do 15 lat więzienia; zmarł 1976                                     |
| Eugen Steimle         |         | SS-Standartenführer; członek SD; dowódca Sonderkommando 7a w Einsatzgruppe B i Sonderkommando 4a w Einsatzgruppe C | Skazany na śmierć przez powieszenie                                                                         | Wyrok złagodzono do 20 lat więzienia; zwolniony czerwcu 1954 roku; zmarł w roku 1987 |
| Ernst Biberstein      |         | SS-Obersturmbannführer; członek SD; dowódca Einsatzkommando 6 w Einsatzgruppe C                                    | Skazany na śmierć przez powieszenie                                                                         | Wyrok zamieniono na dożywocie; zwolniony w roku 1958, zmarł w roku 1986              |
| Werner Braune         |         | SS-Obersturmbannführer; członek SD i Gestapo; dowódca Sonderkommando 11b w Einsatzgruppe D                         | Skazany na śmierć przez powieszenie                                                                         | Wyrok wykonano 7 czerwca 1951 roku                                                   |
| Walter Haensch        |         | SS-Obersturmbannführer; członek SD; dowódca Sonderkommando 4b w Einsatzgruppe C                                    | Skazany na śmierć przez powieszenie                                                                         | Wyrok złagodzono do 15 lat więzienia                                                 |
| Gustav Adolf Nosske   |         | SS-Obersturmbannführer; członek Gestapo; dowódca Einsatzkommando 12 w Einsatzgruppe D                              | Skazany na śmierć przez powieszenie                                                                         | Wyrok złagodzono do 10 lat więzienia; zmarł w roku 1990                              |
| Adolf Ott             |         | SS-Obersturmbannführer; członek SD; dowódca Sonderkommando 7b w Einsatzgruppe B                                    | Skazany na śmierć przez powieszenie                                                                         | Wyrok zamieniono na dożywocie; zwolniony 9 maja 1958 roku                            |
| Eduard Strauch        |         | SS-Obersturmbannführer; członek SD; dowódca Einsatzkommando 2 wEinsatzgruppe A                                     | Skazany na śmierć przez powieszenie; przekazany władzom belgijskim; zmarł w szpitalu 11 września 1955 roku. |                                                                                      |
| Emil Haussmann        |         | SS-Sturmbannführer; członek SD; oficer Einsatzkommando 12 w Einsatzgruppe D                                        | Popełnił samobójstwo przed ogłoszeniem wyroku                                                               |                                                                                      |
| Waldemar Klingelhöfer |         | SS-Sturmbannführer; członek SD; oficer Sonderkommando 7b w Einsatzgruppe B                                         | Skazany na śmierć przez powieszenie                                                                         | Wyrok zamieniona na dożywocie; zwolniony w roku 1956, zmarł w roku 1980              |
| Lothar Fendler        |         | SS-Sturmbannführer; członek SD; zastępca dowódcy Sonderkommando 4b w Einsatzgruppe C                               | Skazany na 10 lat więzienia                                                                                 | Wyrok zamieniono na 8 lat więzienia                                                  |
| Waldemar von Radetzky |         | SS-Sturmbannführer; członek SD; zastępca dowódcy Sonderkommando 4a w Einsatzgruppe C                               | Skazany na 20 lat więzienia                                                                                 | zwolniony                                                                            |
| Felix Rühl            |         | SS-Hauptsturmführer; członek Gestapo; oficer Sonderkommando 10b w Einsatzgruppe D                                  | Skazany na 10 lat więzienia                                                                                 | zwolniony                                                                            |
| Heinz Schubert        |         | SS-Obersturmführer; członek SD; oficer Einsatzgruppe D                                                             | Skazany na karę śmierci przez powieszenie                                                                   | Wyrok zamieniono na 10 lat więzienia                                                 |
| Mathias Graf          |         | SS-Untersturmführer; członek SD; oficer Einsatzkommando 6 w Einsatzgruppe D                                        | Areszt został zaliczony w poczet kary                                                                       |                                                                                      |

Z 14 skazanych na śmierć przez powieszenie tylko 4 wyroki wykonano; pozostałym wyroki złagodzono w 1951 roku. W 1958 wszyscy skazani zostali zwolnieni z więzienia.

## Wyrok
22 oskarżonych (bez Rascha i Haussmanna) zostało uznanych za winnych wszystkich zarzutów (Mathiasa Grafa skazano tylko za przynależność do SD). W sumie zapadło 14 wyroków śmierci. Jost i Six otrzymali łagodniejsze wyroki, gdyż po pewnym czasie odmówili dalszego przeprowadzania egzekucji. Jedynie 4 wyroki śmierci wykonano, pozostałe (podobnie jak kary dożywocia i terminowego pozbawienia wolności) stopniowo łagodzono. Przed 1960 wszyscy skazani byli już na wolności. Eduard Strauch został wydany władzom belgijskim celem osądzenia za zbrodnie popełnione w tym kraju (został następnie skazany na śmierć, lecz zmarł przed wykonaniem kary).